# Coalville (Utah)
Coalville város az USA Utah államában, Summit megyében, melynek megyeszékhelye is. Lakosainak száma 1486 fő (2020. április 1.).

## Népesség
A település népességének változása:
| Lakosok száma | 626  | 1382 | 1363 | 1486 |
|               | 1870 | 2000 | 2010 | 2020 |